# Сенжарка
Сенжа́рка (каз. Сеңжар) — село у складі Жамбильського району Північноказахстанської області Казахстану. Входить до складу Кладбінського сільського округу.
Населення — 74 особи (2021; 176 у 2009, 264 у 1999, 309 у 1989).
Національний склад станом на 1989 рік:
- росіяни — 63 %.